# Llista de topònims de Camprodon
Llista de topònims (noms propis de lloc) del municipi de Camprodon, al Ripollès
Informació actualitzada per un bot. Els canvis manuals es perdran quan s'actualitzi!

## cabana
| imatge | Nom                    | Ubicat a  | instància de | Detalls | coordenades                                                         | Protecció | Commons (més fotos) | Dades a WD                    |
| ------ | ---------------------- | --------- | ------------ | ------- | ------------------------------------------------------------------- | --------- | ------------------- | ----------------------------- |
|        | Cabanya d'en Capellera | Camprodon | cabana       |         | 42° 20′ 55″ N, 2° 27′ 18″ E / 42.3486196269094°N,2.45511495016092°E |           |                     | Modifica les dades a Wikidata |
|        | Cabanya d'en Soler     | Camprodon | cabana       |         | 42° 20′ 49″ N, 2° 27′ 10″ E / 42.3469064468346°N,2.45279870474034°E |           |                     | Modifica les dades a Wikidata |
|        | corral de Bestracà     | Camprodon | cabana       |         | 42° 17′ 20″ N, 2° 31′ 01″ E / 42.2889700172133°N,2.51695716558311°E |           |                     | Modifica les dades a Wikidata |
|        | el Morra               | Camprodon | cabana       |         | 42° 20′ 55″ N, 2° 27′ 43″ E / 42.3486244897074°N,2.46186539869939°E |           |                     | Modifica les dades a Wikidata |

## carrer
| imatge | Nom                     | Ubicat a  | instància de | Detalls                     | coordenades                                          | Protecció                                  | Commons (més fotos)           | Dades a WD                    |
| ------ | ----------------------- | --------- | ------------ | --------------------------- | ---------------------------------------------------- | ------------------------------------------ | ----------------------------- | ----------------------------- |
|        | passeig Maristany       | Camprodon | carrer       | Estil: arquitectura popular | 42° 18′ 56″ N, 2° 21′ 39″ E / 42.315623°N,2.360853°E | bé integrant del patrimoni cultural català | Passeig Maristany (Camprodon) | Modifica les dades a Wikidata |
|        | passeig de la Font Nova | Camprodon | carrer       |                             | 42° 18′ 46″ N, 2° 22′ 07″ E / 42.31291°N,2.368562°E  | bé integrant del patrimoni cultural català | Passeig de la Font Nova       | Modifica les dades a Wikidata |

## casa
| imatge | Nom                                | Ubicat a  | instància de | Detalls                                                                                      | coordenades                                                                                  | Protecció                                  | Commons (més fotos)                    | Dades a WD                    |
| ------ | ---------------------------------- | --------- | ------------ | -------------------------------------------------------------------------------------------- | -------------------------------------------------------------------------------------------- | ------------------------------------------ | -------------------------------------- | ----------------------------- |
|        | Ca n'Oliveda                       | Camprodon | casa         | Estil: arquitectura eclèctica                                                                | 42° 18′ 46″ N, 2° 22′ 07″ E / 42.312752777778°N,2.3684777777778°E                            | bé integrant del patrimoni cultural català | Ca n'Oliveda (Camprodon)               | Modifica les dades a Wikidata |
|        | Cal Conde                          | Camprodon | casa         | Estil: noucentisme                                                                           | 42° 18′ 43″ N, 2° 22′ 05″ E / 42.311856°N,2.368138°E                                         | bé integrant del patrimoni cultural català | Cal Conde (Camprodon)                  | Modifica les dades a Wikidata |
|        | Can Blanch                         | Camprodon | casa         | Estil: arquitectura modernista art déco arquitectura eclèctica                               | 42° 18′ 49″ N, 2° 22′ 00″ E / 42.313611111111°N,2.3666666666667°E ca:Carrer València, 46     | bé integrant del patrimoni cultural català | Can Blanch de Camprodon                | Modifica les dades a Wikidata |
|        | Can Campa                          | Camprodon | casa         | Estil: arquitectura popular                                                                  | 42° 18′ 48″ N, 2° 22′ 05″ E / 42.313471°N,2.368133°E                                         | bé integrant del patrimoni cultural català | Can Campa (Camprodon)                  | Modifica les dades a Wikidata |
|        | Can Jombi                          | Camprodon | casa         | Estil: arquitectura modernista 1915                                                          | 42° 18′ 41″ N, 2° 21′ 56″ E / 42.311388888889°N,2.3655555555556°E ca:Carrer Catalunya, 5     | bé integrant del patrimoni cultural català | Can Jombi (Camprodon)                  | Modifica les dades a Wikidata |
|        | Can Mas de Xeixàs                  | Camprodon | casa         | Estil: arquitectura modernista                                                               | 42° 18′ 47″ N, 2° 22′ 14″ E / 42.313055555556°N,2.3705555555556°E ca:Carrer de Freixenet, 30 | bé integrant del patrimoni cultural català | Can Mas de Xeixàs                      | Modifica les dades a Wikidata |
|        | Can Roig                           | Camprodon | casa         | Arquitecte: Simó Cordomí i Carrera Estil: arquitectura modernista historicisme arquitectònic | 42° 18′ 49″ N, 2° 22′ 21″ E / 42.3135°N,2.37243°E ca:Carrer Freixenet, 21                    | bé integrant del patrimoni cultural català | Can Roig (Camprodon)                   | Modifica les dades a Wikidata |
|        | Can Sangerman                      | Camprodon | casa         | Estat: enderrocat o destruït                                                                 |                                                                                              | bé integrant del patrimoni cultural català |                                        | Modifica les dades a Wikidata |
|        | Can Serra                          | Camprodon | casa         | Estil: racionalisme arquitectònic 19th century                                               | 42° 18′ 46″ N, 2° 22′ 02″ E / 42.31288°N,2.367323°E ca:Ignasi Casabò, 4-6 950 msnm           | bé integrant del patrimoni cultural català | Can Serra (Camprodon)                  | Modifica les dades a Wikidata |
|        | Can Suris                          | Camprodon | casa         | Estil: modernisme català arquitectura modernista                                             | 42° 18′ 49″ N, 2° 22′ 03″ E / 42.313687°N,2.367451°E ca:Carrer València, 44                  | bé integrant del patrimoni cultural català | Les Monges (Camprodon)                 | Modifica les dades a Wikidata |
|        | Can Titus                          | Camprodon | casa         | Estil: noucentisme 20th century                                                              | 42° 18′ 38″ N, 2° 21′ 54″ E / 42.310464°N,2.365027°E ca:Pg. de la Muralla, 13                | bé integrant del patrimoni cultural català | Can Titus                              | Modifica les dades a Wikidata |
|        | Can Torrent                        | Camprodon | casa         | Estil: arquitectura eclèctica                                                                | 42° 18′ 46″ N, 2° 22′ 08″ E / 42.312663888889°N,2.3687805555556°E                            | bé integrant del patrimoni cultural català | Can Torrent (Camprodon)                | Modifica les dades a Wikidata |
|        | Can Wincke                         | Camprodon | casa         | Estil: arquitectura eclèctica                                                                | 42° 18′ 46″ N, 2° 22′ 04″ E / 42.312788888889°N,2.3678055555556°E                            | bé integrant del patrimoni cultural català | Can Wincke (Camprodon)                 | Modifica les dades a Wikidata |
|        | Casa Ballvé                        | Camprodon | casa         | Arquitecte: Josep Antoni Coderch i de Sentmenat                                              | 42° 19′ 06″ N, 2° 21′ 28″ E / 42.318222222222225°N,2.3578055555555557°E                      |                                            |                                        | Modifica les dades a Wikidata |
|        | Casa del Dr. Robert                | Camprodon | casa         | Estil: arquitectura popular                                                                  |                                                                                              | bé integrant del patrimoni cultural català |                                        | Modifica les dades a Wikidata |
|        | Xalet Costa Font                   | Camprodon | casa         |                                                                                              | 42° 18′ 58″ N, 2° 21′ 24″ E / 42.316005°N,2.356557°E                                         | bé integrant del patrimoni cultural català | Xalet Costa Font (Camprodon)           | Modifica les dades a Wikidata |
|        | Xalet Maristany                    | Camprodon | casa         | Estil: noucentisme                                                                           | 42° 18′ 58″ N, 2° 21′ 40″ E / 42.316117°N,2.360993°E                                         | bé integrant del patrimoni cultural català | Xalet Maristany (Camprodon)            | Modifica les dades a Wikidata |
|        | casa Marquès                       | Camprodon | casa         | Estil: gòtic flamíger                                                                        | 42° 18′ 40″ N, 2° 21′ 56″ E / 42.311023°N,2.365553°E                                         | bé integrant del patrimoni cultural català | Can Marquès de Camprodon               | Modifica les dades a Wikidata |
|        | casa al carrer Freixenet, 18       | Camprodon | casa         | Estil: arquitectura popular                                                                  | 42° 18′ 47″ N, 2° 22′ 12″ E / 42.313078°N,2.370118°E                                         | bé integrant del patrimoni cultural català | Casa al carrer Freixenet, 18           | Modifica les dades a Wikidata |
|        | el Casal                           | Camprodon | casa         | Estil: arquitectura eclèctica                                                                | 42° 18′ 46″ N, 2° 22′ 06″ E / 42.312788888889°N,2.3682055555556°E                            | bé integrant del patrimoni cultural català | El Casal (Camprodon)                   | Modifica les dades a Wikidata |
|        | habitatge al carrer Ferrer Bàrbara | Camprodon | casa         | Estil: arquitectura eclèctica                                                                | 42° 18′ 53″ N, 2° 21′ 50″ E / 42.31476°N,2.363881°E                                          | bé integrant del patrimoni cultural català | Habitatge al carrer Ferrer Barbarà, 44 | Modifica les dades a Wikidata |

## castell
| imatge | Nom                     | Ubicat a  | instància de | Detalls                     | coordenades                                                       | Protecció                                            | Commons (més fotos)     | Dades a WD                    |
| ------ | ----------------------- | --------- | ------------ | --------------------------- | ----------------------------------------------------------------- | ---------------------------------------------------- | ----------------------- | ----------------------------- |
|        | Castell de Camprodon    | Camprodon | castell      | Estil: arquitectura popular | 42° 18′ 45″ N, 2° 21′ 59″ E / 42.3124°N,2.36639°E                 | bé d'interès cultural bé cultural d'interès nacional | Castell de Camprodon    | Modifica les dades a Wikidata |
|        | Castell de Rocabruna    | Camprodon | castell      | Estil: arquitectura popular | 42° 19′ 46″ N, 2° 27′ 11″ E / 42.32947222°N,2.45319444°E 995 msnm | bé d'interès cultural bé cultural d'interès nacional | Castell de Rocabruna    | Modifica les dades a Wikidata |
|        | castell de Creixenturri | Camprodon | castell      | Estil: arquitectura popular | 42° 17′ 52″ N, 2° 22′ 32″ E / 42.29777778°N,2.37555556°E          | bé d'interès cultural bé cultural d'interès nacional | Castell de Creixenturri | Modifica les dades a Wikidata |

## collada
| imatge | Nom                  | Ubicat a                             | instància de | Detalls | coordenades                                                                 | Protecció | Commons (més fotos)                | Dades a WD                    |
| ------ | -------------------- | ------------------------------------ | ------------ | ------- | --------------------------------------------------------------------------- | --------- | ---------------------------------- | ----------------------------- |
|        | Coll de Malrem       | la Menera Camprodon Beget            | collada      |         | 42° 20′ 30″ N, 2° 28′ 50″ E / 42.3417°N,2.48051°E 1131.2 msnm               |           | Coll de Malrem                     | Modifica les dades a Wikidata |
|        | Coll de les Moles    | Prats de Molló i la Presta Camprodon | collada      |         | 42° 21′ 40″ N, 2° 27′ 57″ E / 42.361055555556°N,2.4658055555556°E 1432 msnm |           |                                    | Modifica les dades a Wikidata |
|        | Collada Fonda        | la Menera Camprodon                  | collada      |         | 42° 20′ 27″ N, 2° 29′ 09″ E / 42.340842°N,2.485725°E 1183.7 msnm            |           |                                    | Modifica les dades a Wikidata |
|        | Collada Fonda        | la Menera Camprodon                  | collada      |         | 42° 20′ 11″ N, 2° 30′ 52″ E / 42.336517°N,2.514392°E 1324.1 msnm            |           | Collada Fonda (Serra de Bordellat) | Modifica les dades a Wikidata |
|        | coll Prugent         | Camprodon Molló                      | collada      |         | 42° 21′ 31″ N, 2° 26′ 40″ E / 42.35867°N,2.44446°E                          |           |                                    | Modifica les dades a Wikidata |
|        | coll de la Bau       | Camprodon                            | collada      |         | 42° 17′ 25″ N, 2° 24′ 42″ E / 42.290261°N,2.411623°E 1060 msnm              |           |                                    | Modifica les dades a Wikidata |
|        | collet d'Arrencafels | Camprodon la Vall de Bianya          | collada      |         | 42° 17′ 10″ N, 2° 25′ 04″ E / 42.2861°N,2.4178°E 1137 msnm                  |           |                                    | Modifica les dades a Wikidata |

## cova
| imatge | Nom                 | Ubicat a  | instància de | Detalls | coordenades                                                         | Protecció | Commons (més fotos) | Dades a WD                    |
| ------ | ------------------- | --------- | ------------ | ------- | ------------------------------------------------------------------- | --------- | ------------------- | ----------------------------- |
|        | Tuta del Vinardell  | Camprodon | cova         |         | 42° 18′ 41″ N, 2° 30′ 09″ E / 42.3112611071319°N,2.50240797197353°E |           |                     | Modifica les dades a Wikidata |
|        | Tuta dels Trigassos | Camprodon | cova         |         | 42° 18′ 42″ N, 2° 30′ 45″ E / 42.3115291500089°N,2.51239218091931°E |           |                     | Modifica les dades a Wikidata |
|        | cova d'Escaladuix   | Camprodon | cova         |         | 42° 18′ 30″ N, 2° 31′ 19″ E / 42.3082011635462°N,2.52196685932872°E |           |                     | Modifica les dades a Wikidata |

## curs d'aigua
| imatge | Nom    | Ubicat a                                  | instància de               | Detalls                                                 | coordenades                                                                                             | Protecció | Commons (més fotos) | Dades a WD                    |
| ------ | ------ | ----------------------------------------- | -------------------------- | ------------------------------------------------------- | --- | --------- | ------------------- | ----------------------------- |
|        | Ritort | Molló Camprodon                           | curs d'aigua               | Desemboca: Ter Llarg: 17km                              | 42° 23′ 51″ N, 2° 21′ 26″ E / 42.39754167°N,2.35726111°E                                                |           | Ritort River        | Modifica les dades a Wikidata |
|        | Ter    | Ripollès Osona Selva Gironès Baix Empordà | curs d'aigua riu principal | Desemboca: mar Mediterrània Llarg: 208km Conca: 3010km² | 42° 25′ 40″ N, 2° 15′ 24″ E / 42.427778°N,2.256667°E 42° 01′ 24″ N, 3° 11′ 31″ E / 42.02347°N,3.19187°E |           | Ter River           | Modifica les dades a Wikidata |

## edifici
| imatge | Nom                               | Ubicat a  | instància de    | Detalls                                                                          | coordenades                                                                        | Protecció                                  | Commons (més fotos)                | Dades a WD                    |
| ------ | --------------------------------- | --------- | --------------- | -------------------------------------------------------------------------------- | ---------------------------------------------------------------------------------- | ------------------------------------------ | ---------------------------------- | ----------------------------- |
|        | Escoles Doctor Robert             | Camprodon | edifici         | Estil: racionalisme arquitectònic 20th century                                   | 42° 18′ 49″ N, 2° 22′ 10″ E / 42.31373°N,2.369451°E ca:Pl. Santa Maria, 8 949 msnm | bé integrant del patrimoni cultural català | Escoles Doctor Robert de Camprodon | Modifica les dades a Wikidata |
|        | Escorxador Municipal de Camprodon | Camprodon | edifici         | Estil: noucentisme 20th century                                                  | 42° 18′ 40″ N, 2° 21′ 51″ E / 42.311234°N,2.364102°E ca:Pg. de la Muralla 937 msnm | bé integrant del patrimoni cultural català | Escorxador Municipal de Camprodon  | Modifica les dades a Wikidata |
|        | Galetes Birba                     | Camprodon | edifici fàbrica | Creador: Llorenç Birba i Cordomí Estil: arquitectura eclèctica 1910              | 42° 18′ 54″ N, 2° 21′ 47″ E / 42.314865°N,2.363123°E                               | bé integrant del patrimoni cultural català | Antiga Fàbrica Birba (Camprodon)   | Modifica les dades a Wikidata |
|        | Hospital geriàtric                | Camprodon | edifici         |                                                                                  | 42° 18′ 54″ N, 2° 22′ 08″ E / 42.315038°N,2.368761°E                               | bé integrant del patrimoni cultural català | Hospital Municipal (Camprodon)     | Modifica les dades a Wikidata |
|        | Hotel Güell                       | Camprodon | edifici         | Estil: arquitectura popular                                                      | 42° 18′ 41″ N, 2° 21′ 54″ E / 42.311519°N,2.365054°E                               | bé integrant del patrimoni cultural català | Hotel Güell de Camprodon           | Modifica les dades a Wikidata |
|        | Hotel i jardins Rigat             | Camprodon | edifici         | Estil: arquitectura modernista noucentisme arquitectura neoclàssica 20th century | 42° 18′ 49″ N, 2° 21′ 53″ E / 42.313611°N,2.364722°E ca:Pl. Dr. Robert, 2 941 msnm | bé integrant del patrimoni cultural català | Hotel i jardins Rigat de Camprodon | Modifica les dades a Wikidata |

## entitat singular de població
| imatge | Nom          | Ubicat a  | instància de                                                                   | Detalls                            | coordenades                                                        | Protecció                      | Commons (més fotos)   | Dades a WD                    |
| ------ | ------------ | --------- | ------------------------------------------------------------------------------ | ---------------------------------- | ------------------------------------------------------------------ | ------------------------------ | --------------------- | ----------------------------- |
|        | Beget        | Camprodon | entitat singular de població ens local històric de Catalunya                   | Estil: arquitectura popular 22 hab | 42° 19′ 14″ N, 2° 28′ 52″ E / 42.32046°N,2.48108°E 526 msnm        | bé cultural d'interès nacional | Beget                 | Modifica les dades a Wikidata |
|        | Bestracà     | Camprodon | entitat singular de població ens local històric de Catalunya                   | 2 hab                              | 42° 17′ 29″ N, 2° 31′ 21″ E / 42.2914°N,2.52256°E 837 msnm         |                                | Bestracà              | Modifica les dades a Wikidata |
|        | Bolòs        | Camprodon | entitat singular de població ens local històric de Catalunya                   | 18 hab                             | 42° 18′ 10″ N, 2° 25′ 18″ E / 42.30277778°N,2.42166667°E 700 msnm  |                                | Bolòs (Camprodon)     | Modifica les dades a Wikidata |
|        | Camprodon    | Camprodon | entitat singular de població ens local històric de Catalunya capital municipal | 2078 hab                           | 42° 18′ 43″ N, 2° 21′ 54″ E / 42.31185°N,2.36506°E 974 msnm        |                                |                       | Modifica les dades a Wikidata |
|        | Cavallera    | Camprodon | entitat singular de població ens local històric de Catalunya                   | 11 hab                             | 42° 17′ 46″ N, 2° 20′ 49″ E / 42.2961°N,2.34694°E 1150 msnm        |                                | Cavallera             | Modifica les dades a Wikidata |
|        | Creixenturri | Camprodon | entitat singular de població ens local històric de Catalunya                   | 25 hab                             | 42° 17′ 25″ N, 2° 22′ 34″ E / 42.29013889°N,2.37608333°E 923 msnm  |                                | Creixenturri          | Modifica les dades a Wikidata |
|        | Freixenet    | Camprodon | entitat singular de població ens local històric de Catalunya                   | 206 hab                            | 42° 20′ 19″ N, 2° 22′ 44″ E / 42.33871667°N,2.37899722°E 1215 msnm |                                | Freixenet (Camprodon) | Modifica les dades a Wikidata |
|        | Rocabruna    | Camprodon | entitat singular de població ens local històric de Catalunya                   | 62 hab                             | 42° 20′ 18″ N, 2° 27′ 06″ E / 42.33843611°N,2.45158333°E 967 msnm  |                                | Rocabruna             | Modifica les dades a Wikidata |
|        | Salarça      | Camprodon | entitat singular de població ens local històric de Catalunya                   | 15 hab                             | 42° 18′ 12″ N, 2° 26′ 40″ E / 42.30333333°N,2.44444444°E 590 msnm  |                                | Salarça               | Modifica les dades a Wikidata |
|        | el Riberal   | Camprodon | entitat singular de població                                                   | 12 hab                             | 42° 18′ 35″ N, 2° 29′ 37″ E / 42.309789°N,2.493705°E 495 msnm      |                                |                       | Modifica les dades a Wikidata |

## església
| imatge | Nom                                  | Ubicat a        | instància de      | Detalls | coordenades                                                                        | Protecció                                            | Commons (més fotos)                  | Dades a WD                    |
| ------ | ------------------------------------ | --------------- | ----------------- | --- | ---------------------------------------------------------------------------------- | ---------------------------------------------------- | ------------------------------------ | ----------------------------- |
|        | Sant Andreu de Bestracà              | Bestracà        | església          | Estil: arquitectura romànica                                                                                              | 42° 17′ 27″ N, 2° 30′ 59″ E / 42.2907°N,2.51651°E                                  | bé integrant del patrimoni cultural català           | Sant Andreu de Bestracà              | Modifica les dades a Wikidata |
|        | Sant Antoni de Freixenet             | Camprodon       | església          | Estil: arquitectura popular                                                                                               | 42° 18′ 19″ N, 2° 22′ 33″ E / 42.305163°N,2.375768°E                               | bé integrant del patrimoni cultural català           | Capella de Sant Antoni (Camprodon)   | Modifica les dades a Wikidata |
|        | Sant Bartomeu del Sitjar             | Camprodon       | església capella  | | 42° 16′ 52″ N, 2° 23′ 41″ E / 42.2809959827189°N,2.3947296775442°E 992 msnm        |                                                      |                                      | Modifica les dades a Wikidata |
|        | Sant Feliu de Rocabruna              | Camprodon       | església          | Estil: arquitectura romànica                                                                                              | 42° 20′ 17″ N, 2° 27′ 02″ E / 42.3381°N,2.45051°E                                  | bé integrant del patrimoni cultural català           | Església de Sant Feliu de Rocabruna  | Modifica les dades a Wikidata |
|        | Sant Julià de Bestracà               | Bestracà        | església          | Estil: art preromànic Estat: ruïna, només fonaments                                                                       | 42° 17′ 39″ N, 2° 30′ 55″ E / 42.2943°N,2.5154°E                                   | bé integrant del patrimoni cultural català           | Sant Julià de Bestracà               | Modifica les dades a Wikidata |
|        | Sant Miquel de Cavallera             | Camprodon       | església          | Estil: arquitectura romànica                                                                                              | 42° 17′ 33″ N, 2° 20′ 40″ E / 42.2925°N,2.34445°E                                  | bé integrant del patrimoni cultural català           | Sant Miquel de Cavallera             | Modifica les dades a Wikidata |
|        | Sant Pere de Camprodon               | Camprodon       | església monestir | Estil: art romànic 10th century                                                                                           | 42° 18′ 51″ N, 2° 22′ 10″ E / 42.3143°N,2.36944°E                                  | bé d'interès cultural bé cultural d'interès nacional | Sant Pere de Camprodon               | Modifica les dades a Wikidata |
|        | Sant Valentí de Salarça              | Camprodon       | església          | Estil: arquitectura romànica                                                                                              | 42° 18′ 20″ N, 2° 27′ 04″ E / 42.305644°N,2.451235°E                               | bé integrant del patrimoni cultural català           | Sant Valentí de Salarça              | Modifica les dades a Wikidata |
|        | Santa Maria de Bolòs                 | Camprodon       | església          | Estil: arquitectura romànica                                                                                              | 42° 18′ 10″ N, 2° 25′ 18″ E / 42.3028°N,2.4218°E                                   | bé integrant del patrimoni cultural català           | Santa Maria de Bolós                 | Modifica les dades a Wikidata |
|        | capella del Roure                    | Camprodon       | església          | Estil: arquitectura romànica arquitectura popular 12nd century                                                            | 42° 18′ 55″ N, 2° 22′ 42″ E / 42.315269°N,2.378247°E ca:Font de Llandrius 966 msnm | bé integrant del patrimoni cultural català           | Capella del Roure (Camprodon)        | Modifica les dades a Wikidata |
|        | el Remei de Creixenturri             | Creixenturri    | església          | Estil: neogòtic arquitectura eclèctica                                                                                    | 42° 17′ 25″ N, 2° 22′ 31″ E / 42.290272222222°N,2.3751694444444°E 948 msnm         | bé integrant del patrimoni cultural català           | Església del Remei de Camprodon      | Modifica les dades a Wikidata |
|        | ermita del Remei                     | Camprodon       | església          | Estil: arquitectura popular                                                                                               | 42° 19′ 09″ N, 2° 28′ 48″ E / 42.3191°N,2.47993°E                                  | bé integrant del patrimoni cultural català           | Ermita del Remei (Camprodon)         | Modifica les dades a Wikidata |
|        | església de Sant Cristòfol de Beget  | Camprodon Beget | església monument | Estil: art romànic 12nd century Estat: bon estat Anomenat per: Sant Cristòfor de Lícia Dedicat a: Sant Cristòfor de Lícia | 42° 19′ 15″ N, 2° 28′ 48″ E / 42.3209°N,2.47989°E 537 msnm                         | bé d'interès cultural bé cultural d'interès nacional | Església de Sant Cristòfol de Beget  | Modifica les dades a Wikidata |
|        | església de Santa Maria de Camprodon | Camprodon       | església          | Estil: art romànic | 42° 18′ 51″ N, 2° 22′ 06″ E / 42.31403611°N,2.36846944°E                           | bé integrant del patrimoni cultural català           | Església de Santa Maria de Camprodon | Modifica les dades a Wikidata |
|        | església del Carme de Camprodon      | Camprodon       | església          | Estil: arquitectura gòtica 14th century                                                                                   | 42° 18′ 39″ N, 2° 21′ 57″ E / 42.310864°N,2.365852°E ca:Pl. del Carme 937 msnm     | bé integrant del patrimoni cultural català           | Església del Carme de Camprodon      | Modifica les dades a Wikidata |

## font
| imatge | Nom                      | Ubicat a  | instància de | Detalls | coordenades                                                         | Protecció                                  | Commons (més fotos)      | Dades a WD                    |
| ------ | ------------------------ | --------- | ------------ | ------- | ------------------------------------------------------------------- | ------------------------------------------ | ------------------------ | ----------------------------- |
|        | Font Nova                | Camprodon | font         |         | 42° 18′ 44″ N, 2° 22′ 21″ E / 42.312278°N,2.372464°E 952 msnm       |                                            | Font Nova (Camprodon)    | Modifica les dades a Wikidata |
|        | font de la Sangonella    | Camprodon | font         |         | 42° 21′ 35″ N, 2° 27′ 36″ E / 42.3598278640785°N,2.45991188090109°E |                                            |                          | Modifica les dades a Wikidata |
|        | font del Clot            | Camprodon | font         |         | 42° 19′ 08″ N, 2° 30′ 53″ E / 42.3188980692176°N,2.51466653249328°E |                                            |                          | Modifica les dades a Wikidata |
|        | font del Vern            | Camprodon | font         |         | 42° 20′ 57″ N, 2° 27′ 00″ E / 42.3492269978089°N,2.45008504541267°E |                                            |                          | Modifica les dades a Wikidata |
|        | font dels Cirerers       | Camprodon | font         |         | 42° 20′ 33″ N, 2° 23′ 16″ E / 42.3425433074145°N,2.38783902277839°E |                                            |                          | Modifica les dades a Wikidata |
|        | fonts de Camprodon       | Camprodon | font         |         |                                                                     |                                            |                          | Modifica les dades a Wikidata |
|        | fonts del poble de Beget | Camprodon | font         |         | 42° 19′ 14″ N, 2° 28′ 51″ E / 42.3205°N,2.48092°E                   | bé integrant del patrimoni cultural català | Fonts del poble de Beget | Modifica les dades a Wikidata |

## masia
| imatge | Nom                        | Ubicat a  | instància de            | Detalls                                                | coordenades                                                                              | Protecció                                  | Commons (més fotos)               | Dades a WD                    |
| ------ | -------------------------- | --------- | ----------------------- | ------------------------------------------------------ | ---------------------------------------------------------------------------------------- | ------------------------------------------ | --------------------------------- | ----------------------------- |
|        | Bestracà                   | Camprodon | masia                   |                                                        | 42° 17′ 25″ N, 2° 31′ 01″ E / 42.2903213605972°N,2.51705601024832°E                      |                                            |                                   | Modifica les dades a Wikidata |
|        | Bocabartella               | Camprodon | masia                   |                                                        | 42° 20′ 21″ N, 2° 28′ 29″ E / 42.339138888889°N,2.4746388888889°E 1020 msnm              |                                            | Bocabartella                      | Modifica les dades a Wikidata |
|        | Burgarès                   | Camprodon | masia                   |                                                        | 42° 17′ 04″ N, 2° 19′ 00″ E / 42.2844838374251°N,2.31662305153307°E                      |                                            |                                   | Modifica les dades a Wikidata |
|        | Ca l'Arneta                | Camprodon | masia                   |                                                        | 42° 19′ 59″ N, 2° 26′ 58″ E / 42.332944444444°N,2.4494444444444°E Rocabruna 875 msnm     |                                            | Ca l'Arneta                       | Modifica les dades a Wikidata |
|        | Ca l'Endald                | Camprodon | masia                   |                                                        | 42° 18′ 01″ N, 2° 25′ 28″ E / 42.3002148026009°N,2.42440213678614°E                      |                                            |                                   | Modifica les dades a Wikidata |
|        | Ca l'Escolà                | Camprodon | masia                   |                                                        | 42° 17′ 36″ N, 2° 20′ 47″ E / 42.2934651758558°N,2.34635496447382°E                      |                                            |                                   | Modifica les dades a Wikidata |
|        | Ca la Sibina               | Camprodon | masia                   |                                                        | 42° 20′ 13″ N, 2° 27′ 19″ E / 42.3370651733311°N,2.45519043522849°E 954 msnm             |                                            | Ca la Sibina                      | Modifica les dades a Wikidata |
|        | Cal Moner                  | Camprodon | masia                   |                                                        | 42° 18′ 38″ N, 2° 21′ 24″ E / 42.3104637378279°N,2.35661418882245°E                      |                                            |                                   | Modifica les dades a Wikidata |
|        | Cal Noi                    | Camprodon | masia                   |                                                        | 42° 17′ 36″ N, 2° 19′ 48″ E / 42.2932443080148°N,2.32993255001258°E                      |                                            |                                   | Modifica les dades a Wikidata |
|        | Cal Sapo                   | Camprodon | masia                   |                                                        | 42° 20′ 09″ N, 2° 27′ 14″ E / 42.3356990142452°N,2.45387911110472°E                      |                                            |                                   | Modifica les dades a Wikidata |
|        | Cal Xicot                  | Camprodon | masia                   |                                                        | 42° 17′ 08″ N, 2° 33′ 04″ E / 42.2854255125993°N,2.55117600856797°E                      |                                            |                                   | Modifica les dades a Wikidata |
|        | Can Bac                    | Camprodon | masia                   |                                                        | 42° 20′ 50″ N, 2° 26′ 47″ E / 42.347280463496°N,2.44628793332107°E                       |                                            |                                   | Modifica les dades a Wikidata |
|        | Can Batalló                | Camprodon | masia                   |                                                        | 42° 17′ 32″ N, 2° 21′ 37″ E / 42.2923368100083°N,2.36026799079795°E 907 msnm             |                                            | Can Batalló                       | Modifica les dades a Wikidata |
|        | Can Batlle                 | Camprodon | masia                   | Estil: arquitectura popular                            | 42° 18′ 36″ N, 2° 29′ 36″ E / 42.30989°N,2.493263°E 502 msnm                             | bé integrant del patrimoni cultural català | Can Batlle (Camprodon)            | Modifica les dades a Wikidata |
|        | Can Beia                   | Camprodon | masia                   |                                                        | 42° 17′ 16″ N, 2° 21′ 55″ E / 42.2876987090678°N,2.36514244157703°E                      |                                            |                                   | Modifica les dades a Wikidata |
|        | Can Bola                   | Camprodon | masia                   |                                                        | 42° 18′ 42″ N, 2° 21′ 43″ E / 42.3117094602388°N,2.36196475217781°E                      |                                            |                                   | Modifica les dades a Wikidata |
|        | Can Borica                 | Camprodon | masia                   |                                                        | 42° 18′ 18″ N, 2° 30′ 28″ E / 42.305078806525°N,2.50772229867703°E                       |                                            |                                   | Modifica les dades a Wikidata |
|        | Can Bota                   | Camprodon | masia                   |                                                        | 42° 20′ 01″ N, 2° 27′ 03″ E / 42.333658465234°N,2.45091074649201°E                       |                                            |                                   | Modifica les dades a Wikidata |
|        | Can Flacià                 | Camprodon | masia                   |                                                        | 42° 17′ 22″ N, 2° 28′ 06″ E / 42.2893852987833°N,2.4683256540861°E                       |                                            |                                   | Modifica les dades a Wikidata |
|        | Can Fogonella              | Camprodon | masia                   |                                                        | 42° 20′ 20″ N, 2° 22′ 46″ E / 42.3388419417408°N,2.37948668919201°E                      |                                            |                                   | Modifica les dades a Wikidata |
|        | Can Francó                 | Camprodon | masia                   |                                                        | 42° 17′ 45″ N, 2° 20′ 10″ E / 42.295819585261°N,2.33604353224977°E                       |                                            |                                   | Modifica les dades a Wikidata |
|        | Can França                 | Camprodon | masia                   | Estat: ruïnós                                          | 42° 20′ 15″ N, 2° 29′ 33″ E / 42.3373712127715°N,2.49244240820227°E 990 msnm             |                                            | Can França                        | Modifica les dades a Wikidata |
|        | Can Gaburra                | Camprodon | masia                   |                                                        | 42° 20′ 31″ N, 2° 27′ 30″ E / 42.342051804112°N,2.45841301960872°E                       |                                            |                                   | Modifica les dades a Wikidata |
|        | Can Janot                  | Camprodon | masia                   |                                                        | 42° 20′ 13″ N, 2° 27′ 08″ E / 42.3369250402856°N,2.45224188774045°E                      |                                            |                                   | Modifica les dades a Wikidata |
|        | Can Jep Gros               | Camprodon | masia                   |                                                        | 42° 18′ 42″ N, 2° 28′ 52″ E / 42.3117427157047°N,2.48102392117269°E                      |                                            |                                   | Modifica les dades a Wikidata |
|        | Can Jep Noi                | Camprodon | masia                   |                                                        | 42° 18′ 32″ N, 2° 30′ 13″ E / 42.3088701818596°N,2.50349455447111°E                      |                                            |                                   | Modifica les dades a Wikidata |
|        | Can Jepot                  | Camprodon | masia                   |                                                        | 42° 17′ 57″ N, 2° 30′ 14″ E / 42.2991629255991°N,2.50381345663155°E                      |                                            |                                   | Modifica les dades a Wikidata |
|        | Can Magí                   | Camprodon | masia                   |                                                        | 42° 20′ 24″ N, 2° 27′ 24″ E / 42.3399182979538°N,2.45670752105767°E                      |                                            |                                   | Modifica les dades a Wikidata |
|        | Can Manel                  | Camprodon | masia                   |                                                        | 42° 20′ 21″ N, 2° 27′ 02″ E / 42.3391681650776°N,2.45048649234733°E                      |                                            |                                   | Modifica les dades a Wikidata |
|        | Can Mel                    | Camprodon | masia                   |                                                        | 42° 17′ 11″ N, 2° 33′ 19″ E / 42.2862698891106°N,2.55523329862167°E                      |                                            |                                   | Modifica les dades a Wikidata |
|        | Can Moi                    | Camprodon | masia                   |                                                        | 42° 19′ 23″ N, 2° 23′ 10″ E / 42.3230534288741°N,2.38602552216644°E 967 msnm             |                                            | Can Moi (Camprodon)               | Modifica les dades a Wikidata |
|        | Can Pascal                 | Camprodon | masia                   |                                                        | 42° 17′ 25″ N, 2° 20′ 51″ E / 42.2902289548426°N,2.34740734001691°E                      |                                            |                                   | Modifica les dades a Wikidata |
|        | Can Peric                  | Camprodon | masia Ús: turisme rural | 19th century Superfície: 3004m²                        | 42° 16′ 36″ N, 2° 22′ 25″ E / 42.276641°N,2.373744°E 894 msnm                            |                                            | Can Peric (Camprodon)             | Modifica les dades a Wikidata |
|        | Can Pernam                 | Camprodon | masia                   |                                                        | 42° 16′ 36″ N, 2° 19′ 37″ E / 42.2767271581555°N,2.32688169492913°E                      |                                            |                                   | Modifica les dades a Wikidata |
|        | Can Planes                 | Camprodon | masia                   |                                                        | 42° 19′ 49″ N, 2° 26′ 43″ E / 42.3303716970624°N,2.44539242575889°E                      |                                            |                                   | Modifica les dades a Wikidata |
|        | Can Por                    | Camprodon | masia                   |                                                        | 42° 20′ 22″ N, 2° 27′ 03″ E / 42.3394496683355°N,2.45096961735997°E                      |                                            |                                   | Modifica les dades a Wikidata |
|        | Can Pruna                  | Camprodon | masia                   |                                                        | 42° 19′ 09″ N, 2° 29′ 05″ E / 42.3192973185318°N,2.48467531912789°E                      |                                            |                                   | Modifica les dades a Wikidata |
|        | Can Pujol                  | Camprodon | masia                   |                                                        | 42° 19′ 59″ N, 2° 26′ 11″ E / 42.3330840087617°N,2.43645917408913°E                      |                                            |                                   | Modifica les dades a Wikidata |
|        | Can Reguer                 | Camprodon | masia                   |                                                        | 42° 19′ 18″ N, 2° 28′ 58″ E / 42.3216663800856°N,2.48277490865367°E                      |                                            |                                   | Modifica les dades a Wikidata |
|        | Can Rodó                   | Camprodon | masia                   |                                                        | 42° 20′ 17″ N, 2° 23′ 18″ E / 42.338106679009°N,2.3882729273059°E                        |                                            |                                   | Modifica les dades a Wikidata |
|        | Can Sau                    | Camprodon | masia                   |                                                        | 42° 20′ 18″ N, 2° 22′ 46″ E / 42.3383107424164°N,2.37951619029391°E                      |                                            |                                   | Modifica les dades a Wikidata |
|        | Can Sibat                  | Camprodon | masia                   |                                                        | 42° 20′ 27″ N, 2° 26′ 55″ E / 42.3407354827468°N,2.44866403699284°E                      |                                            |                                   | Modifica les dades a Wikidata |
|        | Can Simonet                | Camprodon | masia                   |                                                        | 42° 20′ 15″ N, 2° 27′ 10″ E / 42.3375219103667°N,2.45275868602839°E 956 msnm             |                                            | Can Simonet de Rocabruna          | Modifica les dades a Wikidata |
|        | Can Soler                  | Camprodon | masia                   |                                                        | 42° 20′ 21″ N, 2° 26′ 57″ E / 42.339181°N,2.449253°E Rocabruna 960 msnm                  |                                            | Can Soler (Rocabruna)             | Modifica les dades a Wikidata |
|        | Can Tadeu                  | Camprodon | masia                   |                                                        | 42° 20′ 10″ N, 2° 27′ 22″ E / 42.3362495131721°N,2.45601077469266°E 947 msnm             |                                            | Can Tadeu (Camprodon)             | Modifica les dades a Wikidata |
|        | Can Toni                   | Camprodon | masia                   | Estat: ruïnós                                          | 42° 17′ 28″ N, 2° 28′ 04″ E / 42.2910944921671°N,2.4678988556214°E 656 msnm              |                                            | Can Toni (Camprodon)              | Modifica les dades a Wikidata |
|        | Can Vacanegra              | Camprodon | masia                   |                                                        | 42° 18′ 40″ N, 2° 22′ 37″ E / 42.311080872892°N,2.37704144567387°E                       |                                            |                                   | Modifica les dades a Wikidata |
|        | Can Xacó                   | Camprodon | masia                   |                                                        | 42° 20′ 19″ N, 2° 22′ 48″ E / 42.3385837339596°N,2.38003549290828°E                      |                                            |                                   | Modifica les dades a Wikidata |
|        | Can Xintet                 | Camprodon | masia                   |                                                        | 42° 17′ 24″ N, 2° 28′ 22″ E / 42.2899367478058°N,2.47267564854695°E                      |                                            |                                   | Modifica les dades a Wikidata |
|        | Cantallops                 | Camprodon | masia                   |                                                        | 42° 17′ 26″ N, 2° 27′ 54″ E / 42.2905140907621°N,2.46510170977967°E                      |                                            |                                   | Modifica les dades a Wikidata |
|        | Casa pairal de Surroca     | Camprodon | masia                   | Estil: arquitectura popular                            | 42° 17′ 50″ N, 2° 27′ 48″ E / 42.2971°N,2.46325°E                                        | bé integrant del patrimoni cultural català | Casa pairal de Surroca            | Modifica les dades a Wikidata |
|        | Corral de la Masó          | Camprodon | masia                   |                                                        | 42° 18′ 24″ N, 2° 25′ 18″ E / 42.3067299789598°N,2.42156430463383°E                      |                                            |                                   | Modifica les dades a Wikidata |
|        | Creixenturri               | Camprodon | masia                   |                                                        | 42° 17′ 17″ N, 2° 22′ 15″ E / 42.287955200334°N,2.37082859821935°E Creixenturri 911 msnm |                                            | Creixenturri (masia)              | Modifica les dades a Wikidata |
|        | Cruanyes                   | Camprodon | masia                   |                                                        | 42° 20′ 07″ N, 2° 23′ 43″ E / 42.3351978575573°N,2.39529052071075°E                      |                                            |                                   | Modifica les dades a Wikidata |
|        | Gran Masia del Barrancot   | Camprodon | masia                   | Estil: arquitectura popular                            | 42° 18′ 32″ N, 2° 30′ 36″ E / 42.308914°N,2.510115°E                                     | bé integrant del patrimoni cultural català |                                   | Modifica les dades a Wikidata |
|        | Mas Cortades               | Camprodon | masia                   |                                                        | 42° 17′ 41″ N, 2° 20′ 37″ E / 42.2946567558095°N,2.34368600293517°E                      |                                            |                                   | Modifica les dades a Wikidata |
|        | Mas Llandrius              | Camprodon | masia                   |                                                        | 42° 18′ 54″ N, 2° 22′ 46″ E / 42.3150300224792°N,2.37952651439838°E                      |                                            |                                   | Modifica les dades a Wikidata |
|        | Mas Pomer                  | Camprodon | masia                   | Estil: historicisme arquitectònic arquitectura popular | 42° 17′ 54″ N, 2° 20′ 47″ E / 42.2983°N,2.34651°E                                        | bé integrant del patrimoni cultural català | Mas Pomer (Camprodon)             | Modifica les dades a Wikidata |
|        | Mas Prat                   | Camprodon | masia                   |                                                        | 42° 17′ 31″ N, 2° 20′ 48″ E / 42.2920432557715°N,2.34653949134476°E                      |                                            |                                   | Modifica les dades a Wikidata |
|        | Mas Querol                 | Camprodon | masia                   |                                                        | 42° 17′ 30″ N, 2° 19′ 43″ E / 42.291588197399°N,2.32856726406688°E                       |                                            |                                   | Modifica les dades a Wikidata |
|        | Mas d'en Sivilla           | Camprodon | masia                   |                                                        | 42° 18′ 28″ N, 2° 23′ 56″ E / 42.3079°N,2.39899°E 911.9 msnm                             |                                            |                                   | Modifica les dades a Wikidata |
|        | Mas de Molló               | Camprodon | masia                   |                                                        | 42° 18′ 10″ N, 2° 21′ 38″ E / 42.3028842372689°N,2.36048879433675°E                      |                                            |                                   | Modifica les dades a Wikidata |
|        | Moixons                    | Camprodon | masia                   |                                                        | 42° 19′ 43″ N, 2° 26′ 24″ E / 42.3286619105782°N,2.44011557130269°E                      |                                            |                                   | Modifica les dades a Wikidata |
|        | Pairalia del Bolacell      | Camprodon | masia                   | Estil: arquitectura popular                            | 42° 18′ 12″ N, 2° 28′ 45″ E / 42.3034°N,2.4793°E                                         | bé integrant del patrimoni cultural català | Pairalia del Bolacell (Camprodon) | Modifica les dades a Wikidata |
|        | Pla de les Arques          | Camprodon | masia                   |                                                        | 42° 18′ 01″ N, 2° 23′ 50″ E / 42.300328261362°N,2.3971309872135°E                        |                                            |                                   | Modifica les dades a Wikidata |
|        | Puig-olina                 | Camprodon | masia                   |                                                        | 42° 18′ 05″ N, 2° 26′ 52″ E / 42.3014822631182°N,2.44772062773344°E                      |                                            |                                   | Modifica les dades a Wikidata |
|        | Puigdefrancor              | Camprodon | masia                   |                                                        | 42° 19′ 05″ N, 2° 24′ 56″ E / 42.317948830194°N,2.41568518111298°E                       |                                            |                                   | Modifica les dades a Wikidata |
|        | Puigsec                    | Camprodon | masia                   |                                                        | 42° 16′ 44″ N, 2° 19′ 13″ E / 42.2787951987753°N,2.32020156342024°E                      |                                            |                                   | Modifica les dades a Wikidata |
|        | Rajades                    | Camprodon | masia                   |                                                        | 42° 18′ 39″ N, 2° 29′ 10″ E / 42.310828408944°N,2.48598206664763°E                       |                                            |                                   | Modifica les dades a Wikidata |
|        | Resclusanys                | Camprodon | masia                   | Estat: ruïnós                                          | 42° 17′ 06″ N, 2° 26′ 46″ E / 42.2851283972657°N,2.44612904895674°E 1142 msnm            |                                            |                                   | Modifica les dades a Wikidata |
|        | Rials                      | Camprodon | masia                   |                                                        | 42° 19′ 06″ N, 2° 23′ 34″ E / 42.3182345391732°N,2.39267398072516°E                      |                                            |                                   | Modifica les dades a Wikidata |
|        | Romegueres                 | Camprodon | masia                   |                                                        | 42° 17′ 12″ N, 2° 32′ 23″ E / 42.2867129604566°N,2.5397046915933°E                       |                                            |                                   | Modifica les dades a Wikidata |
|        | Salelles                   | Camprodon | masia                   |                                                        | 42° 17′ 09″ N, 2° 22′ 27″ E / 42.285795836657°N,2.3742245328714°E                        |                                            |                                   | Modifica les dades a Wikidata |
|        | el Bac                     | Camprodon | masia                   |                                                        | 42° 19′ 14″ N, 2° 30′ 03″ E / 42.32061944°N,2.50079389°E 692.1 msnm                      |                                            |                                   | Modifica les dades a Wikidata |
|        | el Beç                     | Camprodon | masia                   |                                                        | 42° 18′ 16″ N, 2° 27′ 22″ E / 42.304319°N,2.456167°E 606 msnm                            |                                            | El Beç (Camprodon)                | Modifica les dades a Wikidata |
|        | el Boscàs                  | Camprodon | masia                   |                                                        | 42° 17′ 36″ N, 2° 20′ 48″ E / 42.2933682567275°N,2.34673201300873°E                      |                                            |                                   | Modifica les dades a Wikidata |
|        | el Casot                   | Camprodon | masia                   |                                                        | 42° 18′ 54″ N, 2° 27′ 23″ E / 42.315034470149°N,2.4564501327766°E                        |                                            |                                   | Modifica les dades a Wikidata |
|        | el Coll del Puig           | Camprodon | masia                   |                                                        | 42° 17′ 18″ N, 2° 21′ 20″ E / 42.2883027451121°N,2.3555661549582°E                       |                                            |                                   | Modifica les dades a Wikidata |
|        | el Cordonet                | Camprodon | masia                   |                                                        | 42° 17′ 24″ N, 2° 28′ 03″ E / 42.289869710808°N,2.4675833392448°E                        |                                            |                                   | Modifica les dades a Wikidata |
|        | el Cortal                  | Camprodon | masia                   |                                                        | 42° 20′ 41″ N, 2° 27′ 22″ E / 42.344753137027°N,2.4561941936038°E                        |                                            |                                   | Modifica les dades a Wikidata |
|        | el Còdol                   | Camprodon | masia                   |                                                        | 42° 17′ 49″ N, 2° 26′ 01″ E / 42.2969196935922°N,2.43367614070792°E                      |                                            |                                   | Modifica les dades a Wikidata |
|        | el Ferran                  | Camprodon | masia                   |                                                        | 42° 18′ 32″ N, 2° 30′ 20″ E / 42.3090052804087°N,2.50558046527787°E                      |                                            |                                   | Modifica les dades a Wikidata |
|        | el Grau                    | Camprodon | masia                   |                                                        | 42° 18′ 56″ N, 2° 23′ 05″ E / 42.315573324455°N,2.384850809053°E 1005 msnm               |                                            | El Grau (Camprodon)               | Modifica les dades a Wikidata |
|        | el Guillot                 | Camprodon | masia                   |                                                        | 42° 20′ 10″ N, 2° 22′ 58″ E / 42.3361402631657°N,2.38285140759076°E                      |                                            |                                   | Modifica les dades a Wikidata |
|        | el Llinàs                  | Camprodon | masia                   |                                                        | 42° 17′ 56″ N, 2° 26′ 37″ E / 42.2988322862732°N,2.44354625289349°E                      |                                            |                                   | Modifica les dades a Wikidata |
|        | el Mariner de Sant Pau     | Camprodon | masia                   |                                                        | 42° 16′ 06″ N, 2° 22′ 30″ E / 42.2682°N,2.37495°E 949 msnm                               | bé integrant del patrimoni cultural català | El Mariner (Camprodon)            | Modifica les dades a Wikidata |
|        | el Masot                   | Camprodon | masia                   |                                                        | 42° 19′ 01″ N, 2° 23′ 57″ E / 42.3168365200444°N,2.39911899748922°E                      |                                            |                                   | Modifica les dades a Wikidata |
|        | el Meià                    | Camprodon | masia                   |                                                        | 42° 18′ 39″ N, 2° 27′ 29″ E / 42.3107536114546°N,2.45800192235745°E                      |                                            |                                   | Modifica les dades a Wikidata |
|        | el Miàs                    | Camprodon | masia                   |                                                        | 42° 19′ 42″ N, 2° 22′ 18″ E / 42.3282444084998°N,2.37170165628453°E                      |                                            |                                   | Modifica les dades a Wikidata |
|        | el Mulladar                | Camprodon | masia                   |                                                        | 42° 18′ 15″ N, 2° 26′ 43″ E / 42.3042625162844°N,2.4453061982384°E                       |                                            |                                   | Modifica les dades a Wikidata |
|        | el Noassà                  | Camprodon | masia                   |                                                        | 42° 18′ 13″ N, 2° 23′ 47″ E / 42.3036914548229°N,2.39642926896268°E                      |                                            |                                   | Modifica les dades a Wikidata |
|        | el Peirer                  | Camprodon | masia                   | Estil: arquitectura popular                            | 42° 17′ 01″ N, 2° 31′ 37″ E / 42.2836°N,2.52689°E                                        | bé integrant del patrimoni cultural català | Masia del Pairer (Camprodon)      | Modifica les dades a Wikidata |
|        | el Pla de l'Arç            | Camprodon | masia                   |                                                        | 42° 17′ 19″ N, 2° 26′ 34″ E / 42.2885980110652°N,2.44287217175716°E                      |                                            |                                   | Modifica les dades a Wikidata |
|        | el Puig                    | Camprodon | masia                   |                                                        | 42° 18′ 36″ N, 2° 27′ 08″ E / 42.3099882168744°N,2.45234203193218°E                      |                                            |                                   | Modifica les dades a Wikidata |
|        | el Puigmal                 | Camprodon | masia                   |                                                        | 42° 19′ 17″ N, 2° 28′ 54″ E / 42.3214906674581°N,2.48175692751511°E                      |                                            |                                   | Modifica les dades a Wikidata |
|        | el Puixeu                  | Camprodon | masia                   |                                                        | 42° 17′ 56″ N, 2° 20′ 55″ E / 42.2989620901187°N,2.34849393452104°E 1145 msnm            |                                            | El Puixeu                         | Modifica les dades a Wikidata |
|        | el Ricard                  | Camprodon | masia                   |                                                        | 42° 18′ 28″ N, 2° 27′ 00″ E / 42.3078065616558°N,2.45000707906726°E                      |                                            |                                   | Modifica les dades a Wikidata |
|        | el Seguer                  | Camprodon | masia                   |                                                        | 42° 17′ 57″ N, 2° 25′ 18″ E / 42.2992560790197°N,2.42180255881193°E                      |                                            |                                   | Modifica les dades a Wikidata |
|        | el Sitjar                  | Camprodon | masia                   |                                                        | 42° 16′ 54″ N, 2° 23′ 36″ E / 42.281666666667°N,2.3934444444444°E Creixenturri 1012 msnm |                                            | El Sitjar (Camprodon)             | Modifica les dades a Wikidata |
|        | el Sunyer                  | Camprodon | masia                   | Estil: arquitectura popular                            | 42° 19′ 02″ N, 2° 29′ 12″ E / 42.317091°N,2.486575°E Beget 632 msnm                      | bé integrant del patrimoni cultural català | El Sunyer                         | Modifica les dades a Wikidata |
|        | el Talric                  | Camprodon | masia                   |                                                        | 42° 18′ 02″ N, 2° 24′ 22″ E / 42.3004728048984°N,2.40611700508056°E                      |                                            |                                   | Modifica les dades a Wikidata |
|        | el Tubert                  | Camprodon | masia                   |                                                        | 42° 18′ 18″ N, 2° 26′ 31″ E / 42.3049214662908°N,2.44190323920641°E                      |                                            |                                   | Modifica les dades a Wikidata |
|        | el Vinardell               | Camprodon | masia                   |                                                        | 42° 18′ 34″ N, 2° 30′ 06″ E / 42.3094302352394°N,2.50180357674158°E                      |                                            |                                   | Modifica les dades a Wikidata |
|        | els Afrons                 | Camprodon | masia                   |                                                        | 42° 16′ 54″ N, 2° 32′ 19″ E / 42.2816105357906°N,2.53848048814155°E                      |                                            |                                   | Modifica les dades a Wikidata |
|        | els Castanyers             | Camprodon | masia                   |                                                        | 42° 17′ 52″ N, 2° 27′ 33″ E / 42.2977633607147°N,2.45919302943164°E                      |                                            |                                   | Modifica les dades a Wikidata |
|        | els Ferrers                | Camprodon | masia                   |                                                        | 42° 17′ 48″ N, 2° 25′ 44″ E / 42.2967694269621°N,2.42880074553642°E                      |                                            |                                   | Modifica les dades a Wikidata |
|        | els Oms                    | Camprodon | masia                   |                                                        | 42° 18′ 37″ N, 2° 23′ 27″ E / 42.310173563949°N,2.39088288122799°E                       |                                            |                                   | Modifica les dades a Wikidata |
|        | els Solans                 | Camprodon | masia                   |                                                        | 42° 19′ 35″ N, 2° 23′ 31″ E / 42.32641883302°N,2.3920272135468°E                         |                                            |                                   | Modifica les dades a Wikidata |
|        | l'Aboç                     | Camprodon | masia                   |                                                        | 42° 20′ 48″ N, 2° 26′ 36″ E / 42.34662°N,2.44332°E                                       |                                            |                                   | Modifica les dades a Wikidata |
|        | l'Apallador de Baix        | Camprodon | masia                   |                                                        | 42° 16′ 25″ N, 2° 24′ 17″ E / 42.2735916589394°N,2.40481722318971°E                      |                                            |                                   | Modifica les dades a Wikidata |
|        | l'Apallador de Dalt        | Camprodon | masia                   |                                                        | 42° 16′ 25″ N, 2° 24′ 14″ E / 42.2735872506108°N,2.40396839250495°E                      |                                            |                                   | Modifica les dades a Wikidata |
|        | la Batllia                 | Camprodon | masia                   |                                                        | 42° 19′ 09″ N, 2° 25′ 05″ E / 42.3190954585467°N,2.41801672071341°E                      |                                            |                                   | Modifica les dades a Wikidata |
|        | la Campa                   | Camprodon | masia                   |                                                        | 42° 18′ 59″ N, 2° 22′ 19″ E / 42.31643°N,2.371905°E                                      |                                            | La Campa (Camprodon)              | Modifica les dades a Wikidata |
|        | la Capellera               | Camprodon | masia                   |                                                        | 42° 20′ 28″ N, 2° 26′ 39″ E / 42.3411552541175°N,2.44420508851667°E                      |                                            |                                   | Modifica les dades a Wikidata |
|        | la Casa Nova de la Batllia | Camprodon | masia                   |                                                        | 42° 19′ 49″ N, 2° 24′ 57″ E / 42.3301801003756°N,2.41587542562194°E                      |                                            |                                   | Modifica les dades a Wikidata |
|        | la Casanova                | Camprodon | masia                   |                                                        | 42° 20′ 32″ N, 2° 26′ 28″ E / 42.342149023495°N,2.44113707576441°E                       |                                            |                                   | Modifica les dades a Wikidata |
|        | la Codina                  | Camprodon | masia                   |                                                        | 42° 18′ 35″ N, 2° 29′ 42″ E / 42.3097252055727°N,2.49511558284408°E                      |                                            |                                   | Modifica les dades a Wikidata |
|        | la Coma                    | Camprodon | masia                   |                                                        | 42° 19′ 16″ N, 2° 22′ 08″ E / 42.3211231862598°N,2.3688963129877°E                       |                                            |                                   | Modifica les dades a Wikidata |
|        | la Cànova                  | Camprodon | masia                   |                                                        | 42° 17′ 33″ N, 2° 20′ 02″ E / 42.2925926299463°N,2.33401526377387°E                      |                                            |                                   | Modifica les dades a Wikidata |
|        | la Fabra                   | Camprodon | masia                   |                                                        | 42° 20′ 28″ N, 2° 26′ 39″ E / 42.341092669805°N,2.4440861338107°E                        |                                            |                                   | Modifica les dades a Wikidata |
|        | la Farga (Beget)           | Camprodon | masia                   |                                                        | 42° 18′ 18″ N, 2° 30′ 28″ E / 42.304946°N,2.507657°E                                     | bé integrant del patrimoni cultural català |                                   | Modifica les dades a Wikidata |
|        | la Figuera                 | Camprodon | masia                   |                                                        | 42° 19′ 10″ N, 2° 30′ 28″ E / 42.3193172523092°N,2.50765987076462°E                      |                                            |                                   | Modifica les dades a Wikidata |
|        | la Ginebrosa               | Camprodon | masia                   |                                                        | 42° 18′ 59″ N, 2° 28′ 28″ E / 42.3164857231228°N,2.47438351461856°E                      |                                            |                                   | Modifica les dades a Wikidata |
|        | la Gironella               | Camprodon | masia                   |                                                        | 42° 19′ 52″ N, 2° 22′ 54″ E / 42.330972719761°N,2.38154249969579°E                       |                                            |                                   | Modifica les dades a Wikidata |
|        | la Gran Jaça               | Camprodon | masia                   |                                                        | 42° 16′ 52″ N, 2° 19′ 38″ E / 42.2810707776076°N,2.32733271757763°E                      |                                            |                                   | Modifica les dades a Wikidata |
|        | la Guardiola               | Camprodon | masia                   |                                                        | 42° 20′ 04″ N, 2° 27′ 41″ E / 42.3344374419668°N,2.46134302877084°E                      |                                            |                                   | Modifica les dades a Wikidata |
|        | la Masó de Rocabruna       | Camprodon | masia                   | Estil: arquitectura popular                            | 42° 20′ 20″ N, 2° 27′ 07″ E / 42.338813°N,2.451841°E                                     | bé integrant del patrimoni cultural català | La Masó (Camprodon)               | Modifica les dades a Wikidata |
|        | la Plana Martina           | Camprodon | masia                   |                                                        | 42° 18′ 05″ N, 2° 26′ 28″ E / 42.3013417472851°N,2.44102494849693°E                      |                                            |                                   | Modifica les dades a Wikidata |
|        | la Quera                   | Camprodon | masia                   |                                                        | 42° 19′ 07″ N, 2° 26′ 02″ E / 42.318715806154°N,2.43392974423811°E                       |                                            |                                   | Modifica les dades a Wikidata |
|        | la Roca                    | Camprodon | masia                   |                                                        | 42° 19′ 02″ N, 2° 29′ 13″ E / 42.3171725754847°N,2.48684057292181°E                      |                                            |                                   | Modifica les dades a Wikidata |
|        | la Solana                  | Camprodon | masia                   |                                                        | 42° 19′ 33″ N, 2° 27′ 25″ E / 42.325915582928°N,2.45708289772563°E                       |                                            |                                   | Modifica les dades a Wikidata |
|        | la Teuleria                | Camprodon | masia                   |                                                        | 42° 18′ 33″ N, 2° 29′ 17″ E / 42.3091439464585°N,2.48792501180893°E 484 msnm             |                                            | La Teuleria (Beget)               | Modifica les dades a Wikidata |
|        | la Tosquera                | Camprodon | masia                   |                                                        | 42° 18′ 36″ N, 2° 23′ 54″ E / 42.31°N,2.39831°E 1021 msnm                                |                                            |                                   | Modifica les dades a Wikidata |
|        | les Arçoles                | Camprodon | masia                   |                                                        | 42° 19′ 51″ N, 2° 27′ 42″ E / 42.3307829332899°N,2.46176262004621°E                      |                                            |                                   | Modifica les dades a Wikidata |
|        | les Boleteres              | Camprodon | masia                   |                                                        | 42° 18′ 07″ N, 2° 21′ 57″ E / 42.3019683566303°N,2.36584835523364°E                      |                                            |                                   | Modifica les dades a Wikidata |
|        | les Bromateres             | Camprodon | masia                   |                                                        | 42° 18′ 39″ N, 2° 22′ 24″ E / 42.310781799554°N,2.37339209797733°E                       |                                            |                                   | Modifica les dades a Wikidata |
|        | les Cabanyes               | Camprodon | masia                   |                                                        | 42° 18′ 14″ N, 2° 21′ 28″ E / 42.3038861419592°N,2.3576639030821°E                       |                                            |                                   | Modifica les dades a Wikidata |
|        | les Casetes                | Camprodon | masia                   |                                                        | 42° 18′ 39″ N, 2° 21′ 45″ E / 42.3108478226246°N,2.3624952117969°E                       |                                            |                                   | Modifica les dades a Wikidata |
|        | les Feixanes               | Camprodon | masia                   |                                                        | 42° 18′ 03″ N, 2° 31′ 06″ E / 42.300901868839°N,2.5184443350169°E                        |                                            |                                   | Modifica les dades a Wikidata |
|        | les Ferreres               | Camprodon | masia                   |                                                        | 42° 21′ 09″ N, 2° 27′ 36″ E / 42.3523977564719°N,2.45989050729388°E                      |                                            |                                   | Modifica les dades a Wikidata |
|        | les Fontanelles            | Camprodon | masia                   |                                                        | 42° 20′ 50″ N, 2° 27′ 50″ E / 42.3472114236282°N,2.4639778268065°E                       |                                            |                                   | Modifica les dades a Wikidata |
|        | les Fonts                  | Camprodon | masia                   |                                                        | 42° 17′ 24″ N, 2° 20′ 16″ E / 42.29009428267°N,2.337792626451°E                          |                                            |                                   | Modifica les dades a Wikidata |
|        | les Gavatxes               | Camprodon | masia                   |                                                        | 42° 17′ 52″ N, 2° 28′ 25″ E / 42.2977394°N,2.4734818°E 588 msnm                          |                                            |                                   | Modifica les dades a Wikidata |
|        | les Planelles              | Camprodon | masia                   |                                                        | 42° 17′ 26″ N, 2° 25′ 25″ E / 42.2904665029689°N,2.42367819336294°E                      |                                            |                                   | Modifica les dades a Wikidata |
|        | les Serres                 | Camprodon | masia                   |                                                        | 42° 19′ 40″ N, 2° 22′ 52″ E / 42.3276562931706°N,2.38113805117451°E                      |                                            |                                   | Modifica les dades a Wikidata |
|        | les Teixoneres             | Camprodon | masia                   |                                                        | 42° 19′ 41″ N, 2° 23′ 27″ E / 42.3280775151418°N,2.39084368463426°E                      |                                            |                                   | Modifica les dades a Wikidata |
|        | les Tremoledes             | Camprodon | masia                   |                                                        | 42° 18′ 29″ N, 2° 25′ 58″ E / 42.3080833458407°N,2.43287234783776°E                      |                                            |                                   | Modifica les dades a Wikidata |

## molí d'aigua
| imatge | Nom                     | Ubicat a        | instància de | Detalls                                  | coordenades                                                                                         | Protecció                                  | Commons (més fotos)                     | Dades a WD                    |
| ------ | ----------------------- | --------------- | ------------ | ---------------------------------------- | --------------------------------------------------------------------------------------------------- | ------------------------------------------ | --------------------------------------- | ----------------------------- |
|        | Molí d'Escales          | Camprodon       | molí d'aigua |                                          | 42° 17′ 15″ N, 2° 33′ 25″ E / 42.2873932461449°N,2.55693564479991°E                                 |                                            |                                         | Modifica les dades a Wikidata |
|        | Molí d'en Calet Queleny | Camprodon       | molí d'aigua | Estil: arquitectura popular              | | bé integrant del patrimoni cultural català |                                         | Modifica les dades a Wikidata |
|        | Molí d'en Quelet        | Camprodon Beget | molí d'aigua |                                          | 42° 18′ 41″ N, 2° 29′ 16″ E / 42.3114°N,2.48781°E                                                   | bé integrant del patrimoni cultural català | Restes del Molí d'en Quelet (Camprodon) | Modifica les dades a Wikidata |
|        | Molí d'en Sorolla       | Camprodon       | molí d'aigua | Estil: arquitectura popular              | 42° 19′ 47″ N, 2° 26′ 55″ E / 42.329727777778°N,2.4486361111111°E 827 msnm                          | bé integrant del patrimoni cultural català | Molí d'en Sorolla                       | Modifica les dades a Wikidata |
|        | molí de Surroca         | Camprodon       | molí d'aigua | Estil: arquitectura popular 17th century | 42° 18′ 05″ N, 2° 27′ 42″ E / 42.301509°N,2.461681°E ca:A la sortida de la vall de Salarça 529 msnm | bé integrant del patrimoni cultural català | Molí de Surroca                         | Modifica les dades a Wikidata |

## muntanya
| imatge | Nom                      | Ubicat a                                   | instància de | Detalls | coordenades                                                                | Protecció | Commons (més fotos) | Dades a WD                    |
| ------ | ------------------------ | ------------------------------------------ | ------------ | ------- | -------------------------------------------------------------------------- | --------- | ------------------- | ----------------------------- |
|        | Corbera                  | Camprodon                                  | muntanya     |         | 42° 17′ 14″ N, 2° 26′ 44″ E / 42.28730556°N,2.44565°E 1195 msnm            |           |                     | Modifica les dades a Wikidata |
|        | Montfalgars              | Molló Prats de Molló i la Presta Camprodon | muntanya     |         | 42° 21′ 48″ N, 2° 27′ 25″ E / 42.363272°N,2.456883°E 1610.8 msnm           |           | Montfalgars         | Modifica les dades a Wikidata |
|        | Puig Cubell              | Camprodon                                  | muntanya     |         | 42° 19′ 11″ N, 2° 26′ 50″ E / 42.319861111111°N,2.4473611111111°E 918 msnm |           |                     | Modifica les dades a Wikidata |
|        | Puig Dot                 | Camprodon                                  | muntanya     |         | 42° 17′ 36″ N, 2° 23′ 06″ E / 42.2932°N,2.38492°E 1268 msnm                |           |                     | Modifica les dades a Wikidata |
|        | Puig Moscós              | Camprodon Molló                            | muntanya     |         | 42° 22′ 16″ N, 2° 22′ 23″ E / 42.3711°N,2.373°E 1739 msnm                  |           | Puig Moscós         | Modifica les dades a Wikidata |
|        | Puig Ou                  | la Vall de Bianya Camprodon                | muntanya     |         | 42° 17′ 03″ N, 2° 25′ 40″ E / 42.2841286008°N,2.42776271465°E 1300 msnm    |           | Puig Ou             | Modifica les dades a Wikidata |
|        | Puig Xoriguer            | Camprodon                                  | muntanya     |         | 42° 18′ 13″ N, 2° 28′ 18″ E / 42.3037°N,2.47164°E 711 msnm                 |           |                     | Modifica les dades a Wikidata |
|        | Puig de Bestracà         | Camprodon                                  | muntanya     |         | 42° 17′ 40″ N, 2° 30′ 56″ E / 42.2943132206°N,2.51542425463°E 1056 msnm    |           | Puig de Bestracà    | Modifica les dades a Wikidata |
|        | Puig de Cal Pubill       | Prats de Molló i la Presta Camprodon       | muntanya     |         | 42° 20′ 57″ N, 2° 28′ 23″ E / 42.34925°N,2.473°E 1401 msnm                 |           |                     | Modifica les dades a Wikidata |
|        | Puig de Rocaquirol       | Camprodon                                  | muntanya     |         | 42° 18′ 53″ N, 2° 26′ 38″ E / 42.31480556°N,2.44394444°E 882.3 msnm        |           |                     | Modifica les dades a Wikidata |
|        | Puig de Sant Joan        | Camprodon Molló                            | muntanya     |         | 42° 21′ 48″ N, 2° 22′ 35″ E / 42.36324722°N,2.37650278°E 1747.1 msnm       |           |                     | Modifica les dades a Wikidata |
|        | Puig dels Arcons         | Camprodon                                  | muntanya     |         | 42° 18′ 41″ N, 2° 25′ 08″ E / 42.31138889°N,2.41875°E 1022 msnm            |           |                     | Modifica les dades a Wikidata |
|        | Roc del Tabal            | Camprodon                                  | muntanya     |         | 42° 20′ 39″ N, 2° 28′ 21″ E / 42.34402778°N,2.4725°E 1306.4 msnm           |           |                     | Modifica les dades a Wikidata |
|        | Roca Sabeia              | Camprodon                                  | muntanya     |         | 42° 20′ 19″ N, 2° 26′ 12″ E / 42.33866667°N,2.43661111°E 1210.5 msnm       |           |                     | Modifica les dades a Wikidata |
|        | Sant Antoni              | Camprodon                                  | muntanya     |         | 42° 18′ 18″ N, 2° 22′ 33″ E / 42.305123°N,2.375953°E 1361 msnm             |           |                     | Modifica les dades a Wikidata |
|        | Sant Antoni Vell         | Camprodon                                  | muntanya     |         | 42° 18′ 21″ N, 2° 22′ 49″ E / 42.3057°N,2.3803°E 1340 msnm                 |           | Sant Antoni Vell    | Modifica les dades a Wikidata |
|        | Sant Bernabé (Camprodon) | Camprodon Molló                            | muntanya     |         | 42° 20′ 24″ N, 2° 25′ 40″ E / 42.33991667°N,2.42786111°E 1369.5 msnm       |           | Sant Bernabé        | Modifica les dades a Wikidata |
|        | Turó d'en Xa             | Montagut i Oix Camprodon                   | muntanya     |         | 42° 18′ 50″ N, 2° 31′ 32″ E / 42.3139°N,2.52547°E 921.8 msnm               |           |                     | Modifica les dades a Wikidata |
|        | Turó del Pontellí        | Camprodon                                  | muntanya     |         | 42° 20′ 35″ N, 2° 22′ 58″ E / 42.3431°N,2.38264°E 1326 msnm                |           |                     | Modifica les dades a Wikidata |
|        | el Talló                 | la Vall de Bianya Camprodon                | muntanya     |         | 42° 16′ 50″ N, 2° 26′ 52″ E / 42.2805°N,2.44788889°E 1277 msnm             |           | El Talló            | Modifica les dades a Wikidata |
|        | l'Amorriador             | Montagut i Oix Camprodon                   | muntanya     |         | 42° 19′ 15″ N, 2° 31′ 26″ E / 42.3208°N,2.52381°E 1104 msnm                |           |                     | Modifica les dades a Wikidata |
|        | l'Ascensió               | Camprodon                                  | muntanya     |         | 42° 20′ 10″ N, 2° 22′ 10″ E / 42.336°N,2.36956°E 1351 msnm                 |           |                     | Modifica les dades a Wikidata |
|        | la Rovira                | Camprodon                                  | muntanya     |         | 42° 19′ 04″ N, 2° 23′ 09″ E / 42.3177°N,2.38592°E 1159.6 msnm              |           |                     | Modifica les dades a Wikidata |
|        | les Assuques             | Camprodon                                  | muntanya     |         | 42° 19′ 27″ N, 2° 24′ 10″ E / 42.32425°N,2.40280556°E 1202 msnm            |           |                     | Modifica les dades a Wikidata |

## oratori
| imatge | Nom        | Ubicat a  | instància de | Detalls | coordenades                                                         | Protecció | Commons (més fotos) | Dades a WD                    |
| ------ | ---------- | --------- | ------------ | ------- | ------------------------------------------------------------------- | --------- | ------------------- | ----------------------------- |
|        | l'Ascensió | Camprodon | oratori      |         | 42° 20′ 08″ N, 2° 22′ 16″ E / 42.3355813124989°N,2.37114308144092°E |           |                     | Modifica les dades a Wikidata |
|        | l'Oratori  | Camprodon | oratori      |         | 42° 20′ 01″ N, 2° 29′ 03″ E / 42.333736°N,2.484151°E 970 msnm       |           |                     | Modifica les dades a Wikidata |

## pont
| imatge | Nom                        | Ubicat a  | instància de | Detalls                                      | coordenades                                                            | Protecció                                            | Commons (més fotos)                    | Dades a WD                    |
| ------ | -------------------------- | --------- | ------------ | -------------------------------------------- | ---------------------------------------------------------------------- | ---------------------------------------------------- | -------------------------------------- | ----------------------------- |
|        | Antic Pont de les Rocasses | Camprodon | pont         | Estil: arquitectura popular                  | 42° 18′ 06″ N, 2° 21′ 27″ E / 42.301629°N,2.357601°E                   | bé integrant del patrimoni cultural català           | Antic Pont de les Rocasses (Camprodon) | Modifica les dades a Wikidata |
|        | Palanca dels Fangals       | Camprodon | pont         |                                              | 42° 19′ 26″ N, 2° 28′ 00″ E / 42.323943342434°N,2.46669976653151°E     |                                                      |                                        | Modifica les dades a Wikidata |
|        | Pont Nou de Camprodon      | Camprodon | pont         | Estil: arquitectura gòtica Travessa: Ter     | 42° 18′ 46″ N, 2° 21′ 53″ E / 42.31287542866166°N,2.3648458000056625°E | bé d'interès cultural bé cultural d'interès nacional | Pont Nou de Camprodon                  | Modifica les dades a Wikidata |
|        | Pont Petit                 | Camprodon | pont         | Estil: arquitectura popular                  | 42° 19′ 13″ N, 2° 28′ 53″ E / 42.320199°N,2.481342°E                   | bé integrant del patrimoni cultural català           | Pont Petit de Beget                    | Modifica les dades a Wikidata |
|        | Pont d'en Llobet           | Camprodon | pont         | Travessa: riera de Beget                     | 42° 19′ 00″ N, 2° 28′ 55″ E / 42.3166816821102°N,2.4818206579377°E     |                                                      |                                        | Modifica les dades a Wikidata |
|        | Pont d'en Quelet           | Camprodon | pont         |                                              | 42° 18′ 36″ N, 2° 29′ 18″ E / 42.3100373099193°N,2.48831818458096°E    |                                                      |                                        | Modifica les dades a Wikidata |
|        | Pont de Beget              | Camprodon | pont         | Travessa: riera de Beget                     | 42° 19′ 15″ N, 2° 28′ 51″ E / 42.3207°N,2.48073°E                      | bé integrant del patrimoni cultural català           | Pont de Beget                          | Modifica les dades a Wikidata |
|        | Pont de Can Beia           | Camprodon | pont         |                                              | 42° 17′ 14″ N, 2° 21′ 55″ E / 42.2872398231969°N,2.36521982550008°E    |                                                      |                                        | Modifica les dades a Wikidata |
|        | Pont de Freixenet          | Camprodon | pont         | Travessa: Ritort                             | 42° 18′ 48″ N, 2° 22′ 23″ E / 42.3134190582811°N,2.37311111537302°E    |                                                      |                                        | Modifica les dades a Wikidata |
|        | Pont de Molló              | Camprodon | pont         | Estil: arquitectura popular Travessa: Ritort | 42° 19′ 29″ N, 2° 23′ 24″ E / 42.324795°N,2.390114°E                   | bé integrant del patrimoni cultural català           | Pont dels Solans                       | Modifica les dades a Wikidata |
|        | Pont de Rocabruna          | Camprodon | pont         | Travessa: Ritort                             | 42° 19′ 41″ N, 2° 23′ 53″ E / 42.3279721335453°N,2.39817556086947°E    |                                                      |                                        | Modifica les dades a Wikidata |
|        | Pont de Santa Maria        | Camprodon | pont         | Estil: arquitectura popular Travessa: Ritort | 42° 18′ 48″ N, 2° 22′ 06″ E / 42.313252°N,2.368198°E                   | bé integrant del patrimoni cultural català           | Pont de Santa Maria (Camprodon)        | Modifica les dades a Wikidata |
|        | Pont de la Molina          | Camprodon | pont         |                                              | 42° 17′ 34″ N, 2° 21′ 36″ E / 42.2927412519141°N,2.36011833283458°E    |                                                      |                                        | Modifica les dades a Wikidata |
|        | Pont de la Rovira          | Camprodon | pont         | Travessa: Ter                                | 42° 16′ 18″ N, 2° 22′ 10″ E / 42.2717549259112°N,2.36952245631546°E    |                                                      |                                        | Modifica les dades a Wikidata |
|        | Pont de la Solana          | Camprodon | pont         |                                              | 42° 19′ 34″ N, 2° 27′ 36″ E / 42.3260375773778°N,2.46003109734345°E    |                                                      |                                        | Modifica les dades a Wikidata |
|        | Pont de les Rocasses       | Camprodon | pont         | Travessa: Ter                                | 42° 18′ 06″ N, 2° 21′ 26″ E / 42.3016593738545°N,2.35726191369193°E    |                                                      |                                        | Modifica les dades a Wikidata |
|        | Pont del Bolacell          | Camprodon | pont         | Estil: arquitectura popular                  | 42° 18′ 17″ N, 2° 28′ 44″ E / 42.3046°N,2.47902°E                      | bé integrant del patrimoni cultural català           | Pont del Bolacell                      | Modifica les dades a Wikidata |
|        | Pont del Ritort            | Camprodon | pont         | Estil: arquitectura popular Travessa: Ritort | 42° 18′ 48″ N, 2° 21′ 55″ E / 42.313372°N,2.365279°E                   | bé integrant del patrimoni cultural català           | Pont del Ritort de Camprodon           | Modifica les dades a Wikidata |
|        | Pont dels Basters          | Camprodon | pont         |                                              | 42° 17′ 49″ N, 2° 21′ 30″ E / 42.2969728760901°N,2.35828007219067°E    |                                                      |                                        | Modifica les dades a Wikidata |
|        | el Pont Roig               | Camprodon | pont         |                                              | 42° 17′ 18″ N, 2° 21′ 48″ E / 42.2883913335991°N,2.36336456848675°E    |                                                      |                                        | Modifica les dades a Wikidata |

## serra
| imatge | Nom                          | Ubicat a                                    | instància de | Detalls | coordenades                                                                 | Protecció | Commons (més fotos) | Dades a WD                    |
| ------ | ---------------------------- | ------------------------------------------- | ------------ | ------- | --------------------------------------------------------------------------- | --------- | ------------------- | ----------------------------- |
|        | Mont del Llor                | Camprodon la Vall de Bianya                 | serra        |         | 42° 17′ 20″ N, 2° 27′ 03″ E / 42.28897222°N,2.45092389°E 1195 msnm          |           |                     | Modifica les dades a Wikidata |
|        | Serra Llarga de Monars       | la Menera Camprodon                         | serra        |         | 42° 20′ 35″ N, 2° 29′ 57″ E / 42.34294444°N,2.49922222°E                    |           |                     | Modifica les dades a Wikidata |
|        | Serra d'Anyers               | Camprodon                                   | serra        |         | 42° 19′ 10″ N, 2° 27′ 26″ E / 42.31944444°N,2.45713889°E 1021 msnm          |           | Serra d'Anyers      | Modifica les dades a Wikidata |
|        | Serra de Fembra Morta        | Llanars Molló Camprodon                     | serra        |         | 42° 22′ 31″ N, 2° 21′ 38″ E / 42.375277777778°N,2.3605555555556°E 1990 msnm |           |                     | Modifica les dades a Wikidata |
|        | Serra del Nevà               | Camprodon                                   | serra        |         | 42° 18′ 56″ N, 2° 24′ 06″ E / 42.3156°N,2.40158°E 1177 msnm                 |           |                     | Modifica les dades a Wikidata |
|        | Serrat de Queralbs           | Camprodon                                   | serra        |         | 42° 19′ 47″ N, 2° 23′ 12″ E / 42.32980278°N,2.38659444°E 1173 msnm          |           |                     | Modifica les dades a Wikidata |
|        | serra de Bestracà            | Camprodon Montagut i Oix                    | serra        |         | 42° 17′ 32″ N, 2° 31′ 20″ E / 42.2923°N,2.52211°E 1056 msnm                 |           |                     | Modifica les dades a Wikidata |
|        | serra del Pla de la Guaitada | Camprodon Ogassa Sant Joan de les Abadesses | serra        |         | 42° 16′ 31″ N, 2° 20′ 11″ E / 42.2752°N,2.33633°E 1351.3 msnm               |           |                     | Modifica les dades a Wikidata |

## torre
| imatge | Nom                                | Ubicat a  | instància de | Detalls                                  | coordenades                                                             | Protecció                                            | Commons (més fotos)                | Dades a WD                    |
| ------ | ---------------------------------- | --------- | ------------ | ---------------------------------------- | ----------------------------------------------------------------------- | ---------------------------------------------------- | ---------------------------------- | ----------------------------- |
|        | Antiga Torre del Rellotge de Beget | Beget     | torre        | Estil: arquitectura popular 17th century | 42° 19′ 14″ N, 2° 28′ 52″ E / 42.320572°N,2.481167°E ca:C. Josep Muñach | bé integrant del patrimoni cultural català           | Antiga Torre del Rellotge de Beget | Modifica les dades a Wikidata |
|        | Torre Cavallera                    | Camprodon | torre        | Estil: arquitectura gòtica               | 42° 17′ 51″ N, 2° 20′ 56″ E / 42.2974°N,2.34894°E 1136 msnm             | bé d'interès cultural bé cultural d'interès nacional | Torre Cavallera (Camprodon)        | Modifica les dades a Wikidata |

## vèrtex geodèsic
| imatge | Nom                   | Ubicat a  | instància de    | Detalls    | coordenades                                                        | Protecció | Commons (més fotos) | Dades a WD                    |
| ------ | --------------------- | --------- | --------------- | ---------- | ------------------------------------------------------------------ | --------- | ------------------- | ----------------------------- |
|        | Bestraca              | Camprodon | vèrtex geodèsic | Alt: 1.2m  | 42° 17′ 40″ N, 2° 30′ 55″ E / 42.294315°N,2.515409°E 1057.565 msnm |           |                     | Modifica les dades a Wikidata |
|        | Montfalgars           | Camprodon | vèrtex geodèsic | Alt: 1.16m | 42° 21′ 48″ N, 2° 27′ 25″ E / 42.363232°N,2.456919°E 1610.763 msnm |           |                     | Modifica les dades a Wikidata |
|        | Moscos                | Camprodon | vèrtex geodèsic | Alt: 1.2m  | 42° 22′ 16″ N, 2° 22′ 23″ E / 42.371118°N,2.37299°E 1740.39 msnm   |           |                     | Modifica les dades a Wikidata |
|        | Sant Antoni Camprodon | Camprodon | vèrtex geodèsic | Alt: 1.2m  | 42° 18′ 07″ N, 2° 22′ 47″ E / 42.302023°N,2.379791°E 1321.756 msnm |           |                     | Modifica les dades a Wikidata |

## Misc
| imatge | Nom                                | Ubicat a            | instància de                                           | Detalls                                                                            | coordenades                                                                           | Protecció                                            | Commons (més fotos)                       | Dades a WD                    |
| ------ | ---------------------------------- | ------------------- | ------------------------------------------------------ | ---------------------------------------------------------------------------------- | ------------------------------------------------------------------------------------- | ---------------------------------------------------- | ----------------------------------------- | ----------------------------- |
|        | Auró del Remei                     | Camprodon           | arbre singular maple tree                              | Taxon: auró blanc (Acer campestre) Ample: 18.7m Alt: 18m Perímetre: 3.22m          | 42° 17′ 26″ N, 2° 22′ 31″ E / 42.290694°N,2.37538°E el Remei de Creixenturri 948 msnm | arbre monumental                                     | Auró del Remei                            | Modifica les dades a Wikidata |
|        | Balma de les Catisques             | Camprodon           | abric rocós                                            |                                                                                    | 42° 19′ 19″ N, 2° 31′ 02″ E / 42.3219421785437°N,2.51710552363159°E                   |                                                      |                                           | Modifica les dades a Wikidata |
|        | Bassa de la Serra de la Canya      | Camprodon           | zona humida                                            | Superfície: 0.73ha                                                                 | 42° 17′ 12″ N, 2° 19′ 26″ E / 42.2868°N,2.32387°E                                     |                                                      | Bassa de la Serra de la Canya (Camprodon) | Modifica les dades a Wikidata |
|        | Canal del Pont del Carbur          | Camprodon           | aqüeducte pont                                         | Estil: arquitectura popular                                                        | 42° 16′ 21″ N, 2° 22′ 12″ E / 42.27262°N,2.36995°E 890 msnm                           | bé integrant del patrimoni cultural català           | Canal del Pont del Carbur                 | Modifica les dades a Wikidata |
|        | Casa de la Vila                    | Camprodon           | casa consistorial                                      | Estil: arquitectura del Renaixement                                                | 42° 18′ 42″ N, 2° 21′ 53″ E / 42.311736°N,2.364842°E                                  | bé integrant del patrimoni cultural català           | Casa de la Vila de Camprodon              | Modifica les dades a Wikidata |
|        | Cementiri parroquial de Camprodon  | Camprodon           | cementiri                                              | Estil: arquitectura modernista historicisme arquitectònic noucentisme 20th century | 42° 19′ 12″ N, 2° 22′ 44″ E / 42.32°N,2.378889°E ca:Sota la masia Salelles 966 msnm   | bé integrant del patrimoni cultural català           | Cementiri de Camprodon                    | Modifica les dades a Wikidata |
|        | Colònia Estabanell                 | Camprodon           | colònia industrial entitat singular de població        | Estil: arquitectura popular 70 hab                                                 | 42° 17′ 36″ N, 2° 21′ 38″ E / 42.29335343°N,2.3605585°E 905 msnm                      | bé integrant del patrimoni cultural català           | Colònia Estebanell (Camprodon)            | Modifica les dades a Wikidata |
|        | Font-rubí                          | Camprodon Freixenet | nucli de població nucli d'entitat singular de població | 138 hab                                                                            | 42° 19′ 24″ N, 2° 25′ 22″ E / 42.3233701337661°N,2.42272261982347°E 1083 msnm         |                                                      |                                           | Modifica les dades a Wikidata |
|        | La Pineda                          | Camprodon           | pineda                                                 |                                                                                    | 42° 20′ 31″ N, 2° 27′ 45″ E / 42.341999°N,2.462621°E 1250 1000 msnm                   |                                                      |                                           | Modifica les dades a Wikidata |
|        | Polígon industrial Les Rocasses    | Camprodon           | polígon industrial                                     |                                                                                    | 42° 18′ 12″ N, 2° 21′ 35″ E / 42.3033756870615°N,2.35979227087966°E                   |                                                      |                                           | Modifica les dades a Wikidata |
|        | Relliquer o Comunidor de Rocabruna | Camprodon           | comunidor                                              | Estil: arquitectura popular                                                        | 42° 20′ 17″ N, 2° 27′ 01″ E / 42.338043°N,2.450262°E 970 msnm                         | bé integrant del patrimoni cultural català           | Comunidor de Rocabruna                    | Modifica les dades a Wikidata |
|        | castell de Bestracà                | Bestracà            | ruïnes de castell                                      |                                                                                    | 42° 17′ 39″ N, 2° 30′ 55″ E / 42.2943°N,2.5154°E 1044 msnm                            | bé d'interès cultural bé cultural d'interès nacional | Castell de Bestracà                       | Modifica les dades a Wikidata |
|        | el Castellot                       | Camprodon           | fortalesa                                              | Estil: arquitectura popular                                                        | 42° 17′ 32″ N, 2° 28′ 23″ E / 42.2922°N,2.47296°E                                     | bé d'interès cultural bé cultural d'interès nacional |                                           | Modifica les dades a Wikidata |
|        | les Pedreres                       | Camprodon           | pedrera                                                |                                                                                    | 42° 20′ 06″ N, 2° 27′ 40″ E / 42.33504811992°N,2.46097366056121°E                     |                                                      |                                           | Modifica les dades a Wikidata |
|        | mina de Les Ferreres               | Camprodon           | mina                                                   |                                                                                    | 42° 21′ 24″ N, 2° 27′ 51″ E / 42.35667°N,2.46417°E 1266 msnm                          |                                                      | Mina de Les Ferreres                      | Modifica les dades a Wikidata |